# Eutrichosoma
Eutrichosoma is een geslacht van vliesvleugeligen uit de familie Pteromalidae. De wetenschappelijke naam van dit geslacht is voor het eerst geldig gepubliceerd in 1899 door Ashmead.

## Soorten
Het geslacht Eutrichosoma omvat de volgende soorten:
- Eutrichosoma flabellatum Boucek, 1975
- Eutrichosoma mirabile Ashmead, 1904